# La Maison (roman)
Pour les articles homonymes, voir La Maison.
La Maison est un roman d'Emma Becker paru le 21 août 2019 aux Éditions Flammarion qui a reçu la même année le prix France Culture-Télérama.

## Historique du roman

### Écriture du roman
Emma Becker déclare qu'il s'agit d'une autofiction, sous forme de « chronique documentaire » qui émane d'un « projet littéraire », plus roman que récit. 
L'ouvrage relate, avec quelques libertés d'écriture ainsi qu'une pincée d'humour et de légèreté, les deux ans et demi que l'auteure passe à se prostituer en Allemagne, sous le pseudonyme de Justine, et parce que le « J », difficile à prononcer en allemand, sonne bien français. Ce roman s'inscrit dans une nouvelle vague féminine apparue à la suite du mouvement #MeToo. Emma Becker y raconte son activité de travailleuse du sexe indépendante, légale depuis 2002 pour ce pays, dans différents bordels berlinois, ses clients, ses collègues, ses chambres aux décors variés et toutes sortes de détails. Elle travaille alors successivement dans deux établissements différents, Le Manège, lieu glauque, puis La Maison. Mais également, elle décrit « le désir masculin sous toutes ses formes » avec « un regard féminin sur la détresse sexuelle masculine » comme l'écrit le quotidien canadien Le Devoir. Avec sa « fascination d’ordre sociologique », elle explique que « le monde de la prostitution m’a toujours beaucoup attirée », « j’ai eu envie de raconter ce qui se passe dans ces maisons-là. Avec un regard de femme » ; « je voulais faire l'expérience de cette condition très schématique : une femme réduite à sa fonction la plus archaïque, celle de donner du plaisir aux hommes. N'être rien d'autre que cela. » L'écriture lui sert d'alibi, de prétexte et lui permet de se protéger, de garder une distance suppose L'Obs. Son expérience, loin de tout fantasme personnel et qu'elle dit avoir bien vécu, change son rapport au sexe, ; cette introspection doit à l'origine durer un an, mais se prolonge, l'auteure disant avoir trouvé « un super compromis puisque j’étais payée pour écrire mon prochain livre », « j'avais à la fois le sujet de mon troisième livre et mon gagne-pain ». 
Emma Becker précise que son « livre n’est absolument pas une apologie de la prostitution en tant que telle » et qu'elle n'a « jamais prétendu que [son] roman englobait toute la prostitution », mais prône une légalisation de cette activité en France,,.

### Prix littéraires
Le roman est sélectionné dans les finalistes au prix Renaudot. Il est finalement lauréat du prix Blù Jean-Marc-Roberts et du prix du RomanNews avant de recevoir le 11 décembre 2019, le prix du roman des étudiants France Culture-Télérama décerné par 1 100 étudiants français issus de vingt-quatre universités,.

## Réception critique
L'Express décrit « un roman hypnotique » tandis que Télérama parle d'une publication qui « unit l’enquête littéraire, le journal et le recueil de nouvelles ». Les critiques du Masque et la Plume de France Inter sont plutôt positives : Frédéric Beigbeder parle d'un livre, « l'un des meilleurs de cette rentrée », « très humain, délicat et élégant : tous les portraits sont bouleversants ». Le magazine Grazia parle d'un « ouvrage plus tendre que glauque, humain avant tout », « une chronique effrontée et nostalgique, délicieusement écrite » quand Le Devoir le considère qu'il s'agit d'une « ode aux femmes » exerçant ce métier. L'Obs consacre cinq pages à l'ouvrage.

## Éditions
- Éditions Flammarion, 2019  (ISBN 9782081470408)[17]